# Henri Lavedan
Henri Lavedan (Orléans, 1859. április 9. – Párizs, 1940. szeptember 4.) francia író. A dialogizált novella és a színmű egyik mestere, aki a gúnyos szatírától a legkomolyabb lelki összeütközések rajzáig emelkedett. 

## Munkássága
Pályáját nagysikerű színdarabokkal kezdte; ezek közt jelentékeny a Duel című, melyben a materialista és a spirituális világnézet ütközik össze. Hatalmas társadalmi rajza Le chemin du salut (Az üdv útja) című regénye, mely az első világháború alatti és utáni világ nagy lelki megrázkódtatásról ad kitűnő képet. Legszebb drámai műve a Belle histoire de Genevieve, Párizs védőszentjéről, mely váratlanul igazi katolikus miszticizmussal és hittel telített romantikus költőnek mutatta be a háború folyamán megtért Lavedant. A középkori festők naiv egyszerűségére emlékeztető drámai képek sorakoznak fel e  darabjában. Színművei közül a Szecesszió (Nouveau jeu), a Párbaj, a Virraszt a szerelem, Sire címűeket a magyar színpadokon is bemutatták. Ezekben a 20. századi francia élet finom szatírája aratott különös tetszést, de vígjátéki és drámai hangjának előkelősége, dialógusának frissesége, erős lélektani ábrázolása, gondolatainak bősége és eredetisége is az átlagos francia színműírók fölé emeli. Művei a francia dráma legjobb modern termékei közé tartoznak. Nagyon népszerűek párbeszédekben írt karcolatai is. A francia akadémia tagja volt. 

## Főbb művei
- Leur beau physique (1894)
- Le prince d'Aurec (1894)
- Le nouveau jeu (1898)
- Le marquis de Priola (1902)
- Le duel (1905)
- Baignoire 9 (1905)
- Sire (1909)
- Le gout du vice (1911)
- Servir (1913)
- Le pétard (1914)

## Magyarul megjelent
- Elbeszélések, ford. Gábor Andor (Budapest, 1903)
- Az ágy, ford. Szőkeszakáll (Budapest, 1907) és Zigány Árpád (Budapest, 1907)
- A fiatalok, ford. Benedek Marcell (Budapest, 1910)
- Sire, ford. Szász Zoltán (Budapest, 1911)
- Szemérem kisasszony (elb., Pesti Napló 1905-1906. évf.)